# Justicia cumplida
Justicia cumplida (en francés, Justice est faite) es una película dramática francesa de 1950 dirigida por André Cayatte , estrenada el 1950. Este film muestra la falibilidad del sistema jurídico francés. El film ganó el León de Oro del Festival de Venecia de 1950 y el Oso de oro del Festival de Berlín de 1951.

## Argumento
En el proceso de una joven, Elsa Lundestein, que había practicado la eutanasia con su amante - Maurice Vaudreamont, afectado por un cáncer- se asiste al desmontaje del mecanismo del jurado y el análisis del comportamiento de los jurados prisioneros de su vida personal, de sus costumbres, de sus tendencias secretas. El debate entre jurados consiste en comprender si Elsa ha matado a su marido para poner fin a su sufrimiento o si lo ha matado por interés personal, al estar enamorada de otro hombre. Los jurados pueden ser influenciados por sus prejuicios a la Francia de 1950, poco xenófoba y uno de ellos se muestra bastante tradicionalista. La película enseña la falibilidad del jurado y por tanto, de la Justicia y la incerteza cuando en las circunstancias atenuantes o agravantes de un homicidio o de un asesinato.

## Reparto
- Michel Auclair como Serge Cremer
- Antoine Balpêtré como el presidente del tribunal (como Balpétré)
- Raymond Bussières como Félix Noblet, el quinto jurado
- Jacques Castelot como Gilbert de Montesson, el primer jurado
- Jean Debucourt como Michel Caudron, el séptimo jurado (como Jean Debucourt, miembro de la Comédie Française)
- Jean-Pierre Grenier como Jean-Luc Flavier, el tercer jurado (como J.P. Grenier)
- Claude Nollier como Elsa Lundenstein (como Claude Nollier de la Comédie Française)
- Marcel Pérès como Évariste Malingré, la segunda jurado (como Marcel Perès)
- Noël Roquevert como Théodore Andrieux, el sexto jurado
- Valentine Tessier como Marceline Micoulin, el cuarto jurado
- Jean d'Yd como el padre superior
- Agnès Delahaie como Nicole Vaudrémont
- Cécile Didier como Mademoiselle Popélier, l'hôtelière
- Juliette Faber como Danièle Andrieux
- Anouk Ferjac como Denise

## Premios y reconocimientos
Festival Internacional de Cine de Venecia
| Año  | Categoría   | Persona       | Resultado |
| ---- | ----------- | ------------- | --------- |
| 1950 | León de Oro | André Cayatte | Ganador   |

Festival Internacional de Cine de Berlín
| Año  | Categoría                                               | Persona       | Resultado |
| ---- | ------------------------------------------------------- | ------------- | --------- |
| 1951 | Oso de oro a la mejor película del crimen o de aventura | André Cayatte | Ganador   |

8.ª edición de las Medallas del Círculo de Escritores Cinematográficos
| Categoría                 | Resultado |
| ------------------------- | --------- |
| Mejor película extranjera | Ganador   |